# Irische Cricket-Nationalmannschaft in den West Indies in der Saison 2019/20
Die Tour der irischen Cricket-Nationalmannschaft auf die West Indies in der Saison 2019/20 findet vom 7. bis zum 19. Januar 2020 statt. Die internationale Cricket-Tour ist Bestandteil der Internationalen Cricket-Saison 2019/20 und umfasst drei ODIs und drei Twenty20s. Die West Indies gewannen die ODI-Serie 3–0, während die Tweny20-Serie unentschieden 1–1 endete.

## Vorgeschichte
Das letzte Aufeinandertreffen der beiden Mannschaften bei einer Tour fand in der Saison 2017 in Irland statt.

## Stadien
Die folgenden Stadien wurden für die Tour als Austragungsort vorgesehen.
| Stadt        | Land                | Stadion                  | Kapazität | Spiele         |
| ------------ | ------------------- | ------------------------ | --------- | -------------- |
| Basseterre   | St. Kitts und Nevis | Warner Park              | 8.000     | 2. & 3. T20    |
| Bridgetown   | Barbados            | Kensington Oval          | 11.000    | 1. & 2. ODI    |
| St. George’s | Grenada             | Grenada National Stadium | 20.000    | 3. ODI; 1. T20 |

## Kaderlisten
West Indies benannte seinen ODI-Kader am 2. Januar und seinen Twenty20-Kader am 13. Januar 2020.
| ODI | ODI | Twenty20 | Twenty20 |
| West Indies | Irland | West Indies | Irland |
| --- | --- | --- | --- |
| - Kieron Pollard (K) - Sunil Ambris - Roston Chase - Sheldon Cottrell - Shimron Hetmyer - Shai Hope - Alzarri Joseph - Brandon King - Evin Lewis - Keemo Paul - Khary Pierre - Nicholas Pooran - Romario Shepherd - Hayden Walsh Jr. | - Andrew Balbirnie (K) - Mark Adair - Gareth Delany - Andy McBrine - Barry McCarthy - James McCollum - Kevin O’Brien - William Porterfield - Boyd Rankin - Simi Singh - Paul Stirling - Lorcan Tucker - Gary Wilson - Craig Young | - Kieron Pollard (K) - Dwayne Bravo - Sheldon Cottrell - Shimron Hetmyer - Brandon King - Evin Lewis - Khary Pierre - Nicholas Pooran - Rovman Powell - Sherfane Rutherford - Romario Shepherd - Lendl Simmons - Hayden Walsh Jr. - Kesrick Williams | - Andrew Balbirnie (K) - Mark Adair - Gareth Delany - George Dockrell - Josh Little - Barry McCarthy - Kevin O’Brien - Boyd Rankin - Simi Singh - Paul Stirling - Harry Tector - Lorcan Tucker - Gary Wilson - Craig Young |

## Tour Matches
| 4. Januar Scorecard | Cave Hill | Irland 275-9 (50)                                | – | West Indies President’s XI 278-7 (46.4) |
|                     |           | West Indies President’s XI gewinnt mit 3 Wickets |   |                                         |

## One-Day Internationals

### Erstes ODI in Bridgetown
| 7. Januar Scorecard | Bridgetown | Irland 180 (46.1)                 | – | West Indies 184-5 (33.2) |
|                     |            | West Indies gewinnt mit 5 Wickets |   |                          |

### Zweites ODI in Bridgetown
| 9. Januar Scorecard | Bridgetown | Irland 237-9 (50)                | – | West Indies 242-9 (49.5) |
|                     |            | West Indies gewinnt mit 1 Wicket |   |                          |

### Drittes ODI in St. George’s
| 12. Januar Scorecard | St. George’s | Irland 203 (49.1)                              | – | West Indies 199-5 (36.2/47) |
|                      |              | West Indies gewinnt mit 5 Wickets (D/L method) |   |                             |

## Twenty20 Internationals

### Erstes Twenty20 in St. George’s
| 15. Januar Scorecard | St. George’s | Irland 208-7 (20)         | – | West Indies 204-7 (20) |
|                      |              | Irland gewinnt mit 4 Runs |   |                        |

### Zweites Twenty20 in Basseterre
| 18. Januar Scorecard | Basseterre | Irland 147-9 (19/19) | – | West Indies 16-1 (2.1/19) |
|                      |            | No Result            |   |                           |

### Drittes Twenty20 in Basseterre
| 19. Januar Scorecard | Basseterre | Irland 138 (19.1)                 | – | West Indies 140-1 (11) |
|                      |            | West Indies gewinnt mit 9 Wickets |   |                        |